# Lepilaena bilocularis
Lepilaena bilocularis là một loài thực vật có hoa trong họ Potamogetonaceae. Loài này được Kirk mô tả khoa học đầu tiên năm 1895.